# باب دانزيغ
باب دانزيغ (بالإنجليزية: Babe Danzig) هو لاعب كرة قاعدة أمريكي، ولد في 30 أبريل 1887 في بينغامتون في الولايات المتحدة، وتوفي في 14 يوليو 1931 في سان فرانسيسكو في الولايات المتحدة.

## وصلات خارجية
- باب دانزيغ على موقعبيزبول رفرنس.كوم (الدوري الرئيسي) (الإنجليزية)
- باب دانزيغ على موقعبيزبول رفرنس.كوم (الدوري الثانوي) (الإنجليزية)
- باب دانزيغ على موقع جمعية أبحاث البيسبول الأمريكية (الإنجليزية)